# Снєжков В'ячеслав Павлович
В'ячесла́в Па́влович Снєжко́в (13 лютого 1882 — 26 березня 1959) — український хірург-отоларинголог. Доктор медичних наук, музикант, художник.

## Життєпис, кар'єра
Народився в Одесі. Там же закінчив медичний факультет одеського Новоросійського університету в 1908 році.
1 вересня 1909 р. — 9 грудня 1911 р. — понадштатний лаборант кафедри хірургічної патології і терапії медичного факультету Новоросійського університету.
9 грудня 1911 р. — 21 вересня 1915 рр. — штатний лаборант цієї ж кафедрі.
21 вересня 1915 р. — 3 лютого (за іншими даними — 3 листопада) 1923 р. — штатний асистент кафедри пропедевтичної хірургії і хірургічної пропедевтичної клініки медичного факультету Одеського університету.
3 лютого 1923 р. — 1 листопада 1932 р. — приват-доцент цієї ж клініки зі збереженням посади штатного асистента цієї ж кафедри.
1 листопада 1932 р. — 15 жовтня 1941 р. — асистент цієї ж клініки зі збереженням посади асистента цієї ж кафедри.
1 вересня 1944 р. — 1 січня 1946 р. — виконувач обов'язків завідувача кафедри загальної хірургії і хірургічної пропедевтичної клініки медичного факультету Одеського університету.
У 1945 р. захистив докторську дисертацію на тему «Клініка слинокам'яної хвороби». Науковий ступінь доктора медичних наук присвоєний 29 вересня 1945 р..
Звання професора присвоєно 22 червня 1946 р. по кафедрі дитячої хірургії
1 січня 1946 р. — 8 травня 1946 р. — виконувач обов'язків завідувача кафедри дитячої хірургії і клініки хірургії дитячого віку Одеського медичного університету.
8 травня 1946 р. — 10 серпня 1950 р. — завідувач кафедрою дитячої хірургії і клінікою хірургії дитячого віку Одеського медичного університету.
З 10 серпня 1950 р. — на академічній пенсії.
Автор першого українського посібника з десмургії (наука про перев'язки). Перше видання вийшло в 1950 р. З того часу підручник неодноразово перевидавався. Автор 19 наукових публікацій
Займався пластичною хірургією голосових зв'язок, відновлюючи голоси у оперних співаків.

## Мистецька діяльність
До Жовтневого перевороту В'ячеслав Снєжков був скрипалем одеського Імператорського оркестру.
Як художник був учнем Кіріака Костанді. Працював у жанрі етюдів. Малював аквареллю. У 1917—1919 роках брав участь у збірних вернісажах художників півдня України. З 1925 року — член «Товариства південноросійських художників» імені Кіріака Костанді. Брав участь в усіх виставках Товариства. Написав біографію спілки «костандійців» після його вимушеного саморозпуску в 1929 році. Брав участь у всеукраїнських виставках 1927 і 1929 рр. Остання виставка, де експонувалися роботи В'ячеслава Снєжкова, проходила в Одесі з нагоди 30-ї річниці Жовтневої революції..

## Родина
Дружина — Катерина Антонівна Спіліоті (1882—1963). Походила з роду ніжинських греків. Була заарештована НКВД, однак за клопотанням доньки Зої була звільнена — що тоді траплялося вкрай рідко.
Донька — Зоя В'ячеславівна Снєжкова (19 грудня 1912 — 15 травня 2000). Вчений-хімік. Пізніше — науковий співробітник Інституту органічної хімії АН УРСР. Редактор і ведуча науково-популярних програм. Дружина Олега Олександровича Богомольця — сина президента АН УРСР Олександра Богомольця.